# Henryk z Montferratu
Henryk z Montferratu (ur. ok. 1020, zm. 14 marca 1044 lub 1045 roku) – markiz Montferratu od ok. 1042 do 1045 roku jako koregent swego starszego brata Otto II i zarazem markiz Turynu iure uxoris.
Był młodszym synem Wilhelma III i nieznanej z pochodzenia Wazy.
Przed 19 stycznia 1042 roku poślubił Adelajdę z Susy z dynastii Arduinitów, dziedziczkę markizatu Turynu, córkę Manfreda Udalryka. Był jej drugim mężem po Hermanie IV Szwabskim, a przed Otto Sabaudzkim. Przez czas trwania małżeństwa był iure uxoris markizem Turynu i nastąpiło krótkotrwałe zjednoczenie Montferratu i Turynu, ale po jego śmierci te tereny trafiły do Sabaudii, gdzie panował kolejny mąż Adelajdy.